# (182222) 2000 YU1
(182222) 2000 YU1 est un objet transneptunien en résonance 4:7 avec Neptune.

## Caractéristiques
(182222) 2000 YU1 mesure probablement environ 180 km de diamètre.

## Orbite
L'orbite de (182222) 2000 YU1 possède un demi-grand axe de 43,807 ua et une période orbitale d'environ 290 ans. Son périhélie l'amène à 39,626 ua du Soleil et son aphélie l'en éloigne de 47,989 ua. Il possède une résonance de 4:7 avec Neptune.

## Découverte
(182222) 2000 YU1 a été découvert le 16 décembre 2000.